# Nora träsk
Nora träsk är en sjö i Danderyds kommun i Uppland som ingår i Åkerström-Norrströms kustområde.

## Fisk
Vid provfiske har följande fisk fångats i sjön:
- Abborre
- Björkna
- Braxen
- Gädda
- Löja
- Mört
- Sutare